# Адан, Адольф
Адо́льф-Шарль Ада́н (фр. Adolphe Charles Adam [adolf ʃarl adɑ̃]; 24 июля 1803, Париж, Франция — 3 мая 1856, Париж, Франция) — французский композитор эпохи романтизма, преподаватель, автор многочисленных опер, балетов, а также рождественской песни «O, Святая ночь». Сын композитора, пианиста и музыкального педагога Луи Адана. Член Института Франции с 1844 года.

## Биография
Адольф Адан родился в 1803 году в Париже. Его отец, Жан-Луи Адан, уроженец  Эльзаса, был преподавателем фортепиано в Парижской консерватории, его мать, Элизабет-Шарлотта-Жанна Коста — дочь доктора. В молодые годы Адан не проявлял интереса к музыке и готовился к карьере учёного. 
Учился в парижской Императорской консерватории музыки и декламации по классу органа у Франсуа Буальдьё. Успехи молодого композитора были столь значительны, что в 1825 году он получил Римскую премию.
Помогал своему учителю в работе над оперой «Белая дама», написав к ней увертюру, писал музыку к водевилям. В 1829 году сочинил первую одноактную оперу «Пётр и Екатерина» (фр. Pierre et Catherine) на русский сюжет. Тесно сотрудничал с балетмейстером Филиппо Тальони и драматургом и либреттистом Артуром де Бопланом.
В 1833 состоялась премьера его балета «Фауст».
В конце 1830-х годов работал в Санкт-Петербурге — вначале над постановкой своего балета «Дева Дуная» (1838), а затем над написанным специально для российской премьеры балетом «Морской разбойник» (1840).
По возвращении в Париж Адан создал балет «Жизель» (1841) на либретто Теофиля Готье, утвердивший романтическое направление во французском балетном искусстве. Музыка к балету стал вершиной в творчестве композитора в области хореографии — «Жизель» пользуется исключительной популярностью у зрителей и входит в избранный репертуар многих театров мира.
Среди многих других балетов Адана наибольшее значение имеет одна из его последних работ — «Корсар» (1856). 
Адан — автор около 50 опер, из которых наибольшей популярностью пользовались «Почтальон из Лонжюмо» (фр. Le postillon de Lonjumeau; 1836); «Король из Ивето» (фр. Le Roi d'Yvetôt,; 1842); «Калиостро» (фр. Cagliostro,; 1844); «Жиральда, или Новая Психея» (фр. Giralda ou La nouvelle Psychée; 1850), «Если бы я был королём» (1852).
В 1846 году Адан, разругавшись с директором парижской Комической оперы, решил открыть собственный лирический театр (фр. Théâtre-Lyrique), для чего арендовал здание Олимпийского цирка. Свою «Национальную оперу» (фр. Opéra-National) композитор, а теперь и театральный директор, намеревался посвятить новейшему французскому репертуару, однако в результате Революции 1848 года театр закрылся, и Адан на долгие годы оказался в долгах. 
С 1 октября 1848 года Адольф Адан стал профессором композиции и контрапункта в своей альма-матер — Императорской консерватории музыки и декламации:424. В числе его известных учеников композитор Жан Александр Фердинан Пуаз. 
В 1847 году Адан написал на слова Пласида Каппо рождественскую песню Minuit, chrétiens («O, Святая ночь»). Впервые она прозвучала в Рокморе, во время полуночной мессы в ночь на Рождество в исполнении оперной певицы Эмили Лоре (фр. Emily Laurey). «Рождественскую песнь» охотно приняли в католической церкви, и она быстро вошла в рождественские богослужения.
В 1853 году композитор вдохнул вторую жизнь во французскую песню XV века «В Авиньоне на мосту», использовав её в своей опере «Глухой» (Le Sourd ou L’Auberge pleine).
Адан обладал литературным талантом. В печати появлялись его фельетоны и статьи. В 1859 году в Петербурге на страницах «Театрального и музыкального вестника» были опубликованы фрагменты из воспоминаний композитора.

## Избранные сочинения

### Балеты
«Корсар» 1856 год
"Жизель"
Королевская академия музыки, театр Ле Пелетье
- «Жизель», либретто Теофиля Готье, Анри де Сен-Жоржа и Жана Коралли, хореография Жана Коралли и Жюля Перро; премьера состоялась 28 июня 1841 года.
- «Гентская красавица», либретто Анри де Сен-Жоржа, балетмейстер Альбер; премьера состоялась 22 июня 1842 года.
- «Чёрт на четверых[англ.]», либретто Адольфа де Лёвена, балетмейстер Жозеф Мазилье; премьера состоялась 11 августа 1845 года.

Театр Друри-Лейн, Лондон
- «Мраморная красавица», балетмейстер Альбер; премьера состоялась 27 сентября 1845 года (в октябре 1847 года Артур Сен-Леон переставил балет в парижской Опере, использовав музыку Цезаря Пуни).

### Оперы
- Хижина (Le chalet; 1834)
- Почтальон из Лонжюмо (Le postillon de Lonjumeau; 1836)
- Король из Ивето (Le Roi d'Yvetôt; 1842)
- Калиостро (Cagliostro; 1844)
- Тореадор (Le toréador; 1849)
- Жиральда, или Новая Психея (Giralda ou La nouvelle Psychée; 1850)
- Если бы я был королём (Si j'étais roi; 1852)
- Нюрнбергская кукла (La poupée de Nuremberg; 1852)
- Фальстаф (Falstaff; 1856)